# David Preece
David Preece (* 28. Mai 1963 in Bridgnorth, England; † 20. Juli 2007 in Luton, Bedfordshire, England) war ein englischer Fußballspieler. Er spielte dreimal für die englische B-Nationalmannschaft.
Preece begann seine Karriere beim FC Walsall. Sein Debüt feierte er beim Sieg gegen Chester City. Im Dezember 1984 unterzeichnete er einen Vertrag bei Luton Town und gewann in seinem ersten Spiel gegen Aston Villa mit 1:0.
1988 gewann er zusammen mit Luton den League Cup und bestritt insgesamt 400 Spiele für die erste Mannschaft von Luton.
Im September 1996 wechselte er, ohne Ablöse, zu Cambridge United. Er bestritt 75 Spiele und war Assistent von Roy McFarland, bevor er im August 2001 zu Torquay United wechselte. Sein Vertrag wurde 2002 aufgrund der Insolvenz des Fernsehsenders ITV Digital aufgelöst. Er wechselte erneut, diesmal nach Enfield, verließ den dortigen Verein jedoch im Dezember 2002 bereits wieder, um Manager bei Stevenage Borough zu werden. 
Preece starb im Juli 2007 nach kurzer schwerer Krankheit.